# Chaumard
Chaumard ist eine französische Gemeinde mit 196 Einwohnern (Stand 1. Januar 2022) im Département Nièvre in der Region Bourgogne-Franche-Comté (vor 2016 Bourgogne). Sie gehört zum Arrondissement Château-Chinon (Ville) und zum Kanton Château-Chinon.

## Geographie
Chaumard liegt etwa 60 Kilometer ostnordöstlich von Nevers im Morvan. Der Westen des Gemeindegebiets wird durch den Réservoir de Pannecière geprägt, der die obere Yonne aufstaut. Umgeben wird Chaumard von den Nachbargemeinden Ouroux-en-Morvan im Norden und Osten, Planchez im Osten, Corancy im Südosten, Châtin im Süden und Südwesten, Montigny-en-Morvan im Westen sowie Mhère im Nordwesten.

## Geschichte
Als sich Frankreich im Zweiten Weltkrieg unter deutscher Besatzung befand, unterstützte der Bürgermeister die Résistance. Die Deutschen ließen unter Einsatz ihrer internationalen Hilfstruppen (mehrheitlich Weiße Russen verschiedener Ethnien sowie Inder; siehe Subhash Chandra Bose) Jagd auf Widerstandskämpfer machen. Gefangene Mitglieder der Résistance wurden von ihnen in Chaumard lebendig verbrannt.

## Bevölkerungsentwicklung
| Jahr                       | 1962 | 1968 | 1975 | 1982 | 1990 | 1999 | 2006 | 2011 | 2018 |
| -------------------------- | ---- | ---- | ---- | ---- | ---- | ---- | ---- | ---- | ---- |
| Einwohner                  | 369  | 345  | 304  | 263  | 238  | 217  | 227  | 210  | 209  |
| Quellen: Cassini und INSEE |      |      |      |      |      |      |      |      |      |

## Sehenswürdigkeiten

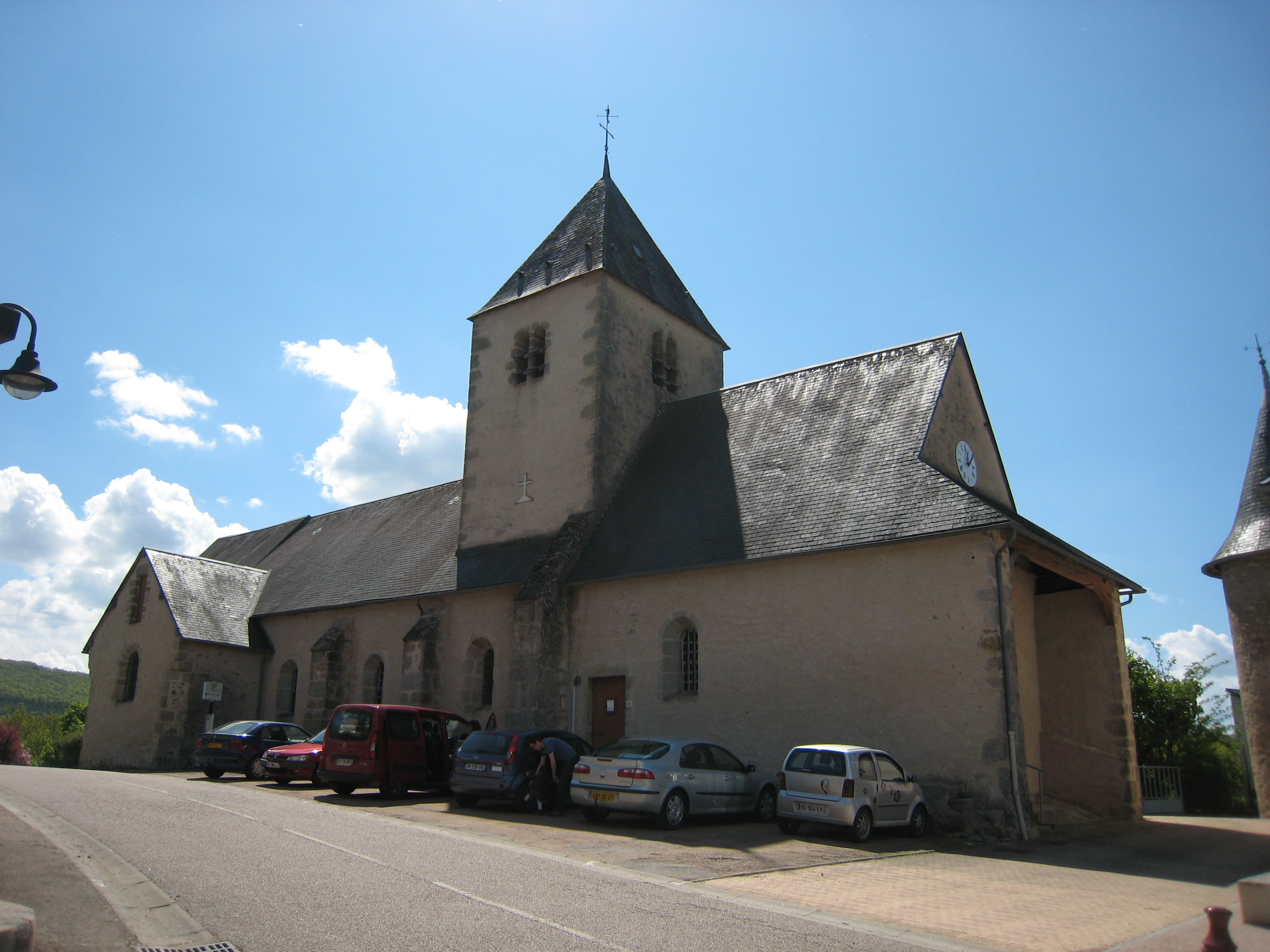
Kirche Saint-Pierre

- Kirche Saint-Pierre aus dem 12. Jahrhundert
- Schloss Le Maison-Comte, um 1560 erbaut, 1865 abgetragen